# Camille François Chardin
Pour les articles homonymes, voir Chardin.
Camille François Chardin est un sculpteur français né le 29 septembre 1841.

## Biographie
Né à Paris, à Montmartre, le 29 septembre 1841, Camille François Chardin devient élève de Schoenewerck. Il entre à l'École des Beaux-Arts, le 9 octobre 1865, et, la même année, débute au Salon avec un buste en terre cuite. Il expose encore deux autres bustes en 1866 et en 1867, et se tient par la suite éloigné des Salons.